# Giorgio Ferretti
Mons. Giorgio Ferretti (* 27. listopadu 1967 Janov) je italský římskokatolický duchovní a arcibiskup Foggie-Bovino.

## Život
Narodil se 27. listopadu 1967 v Janově.
Studoval na Technickém institutu námořní dopravy a logistiky v rodném městě. Později vstoupil do kněžského semináře. Je absolventem Janovské univerzity a Papežské univerzity Urbaniana, kde získal licenciát z dogmatické teologie. Dne 6. listopadu 2004 byl vysvěcen na kněze pro diecézi Terni-Narni-Amelia. Stal se členem Komunity Sant'Egidio. Sloužil v bazilice Panny Marie v Trastevere.
Roku 2008 se stal sekretářem biskupa Frosinone-Veroli-Ferentino Ambrogia Spreafica. Následujícího roku byl ustanoven vedoucím diecézního úřadu pro ekumenismus a mezináboženský dialog. Byl farářem katedrály ve Frosinone a farnosti svatého Benedikta. Roku 2017 byl poslán jako misionář fidei donum do Mosambiku, kde se stal farářem katedrály v Maputu.
Dne 18. listopadu 2023 jej papež František jmenoval metropolitním arcibiskupem Foggie-Bovino. Biskupské svěcení přijal 9. prosince 2023 z rukou kardinála Mattea Maria Zuppiho a spolusvětiteli byli arcibiskup Edgar Peña Parra, biskup Ambrogio Spreafico, arcibiskup Vincenzo Paglia a arcibiskup Vincenzo Pelvi. Dne 29. června 2024 obdržel od papeže pallium.